# Nododelphinulidae
De Nododelphinulidae zijn een familie van uitgestorven weekdieren uit de klasse van de Gastropoda (slakken). Exemplaren van deze familie zijn slechts als fossiel bekend.

## Geslachten
- Amphitrochus Cossmann, 1907 †
- Costatrochus Gründel, 2009 †
- Falsamotrochus Gründel & Hostettler, 2014 †
- Helicacanthus Dacque, 1938 †
- Laubetrochus Gründel & Hostettler, 2014 †
- Nododelphinula Cossmann, 1916 †

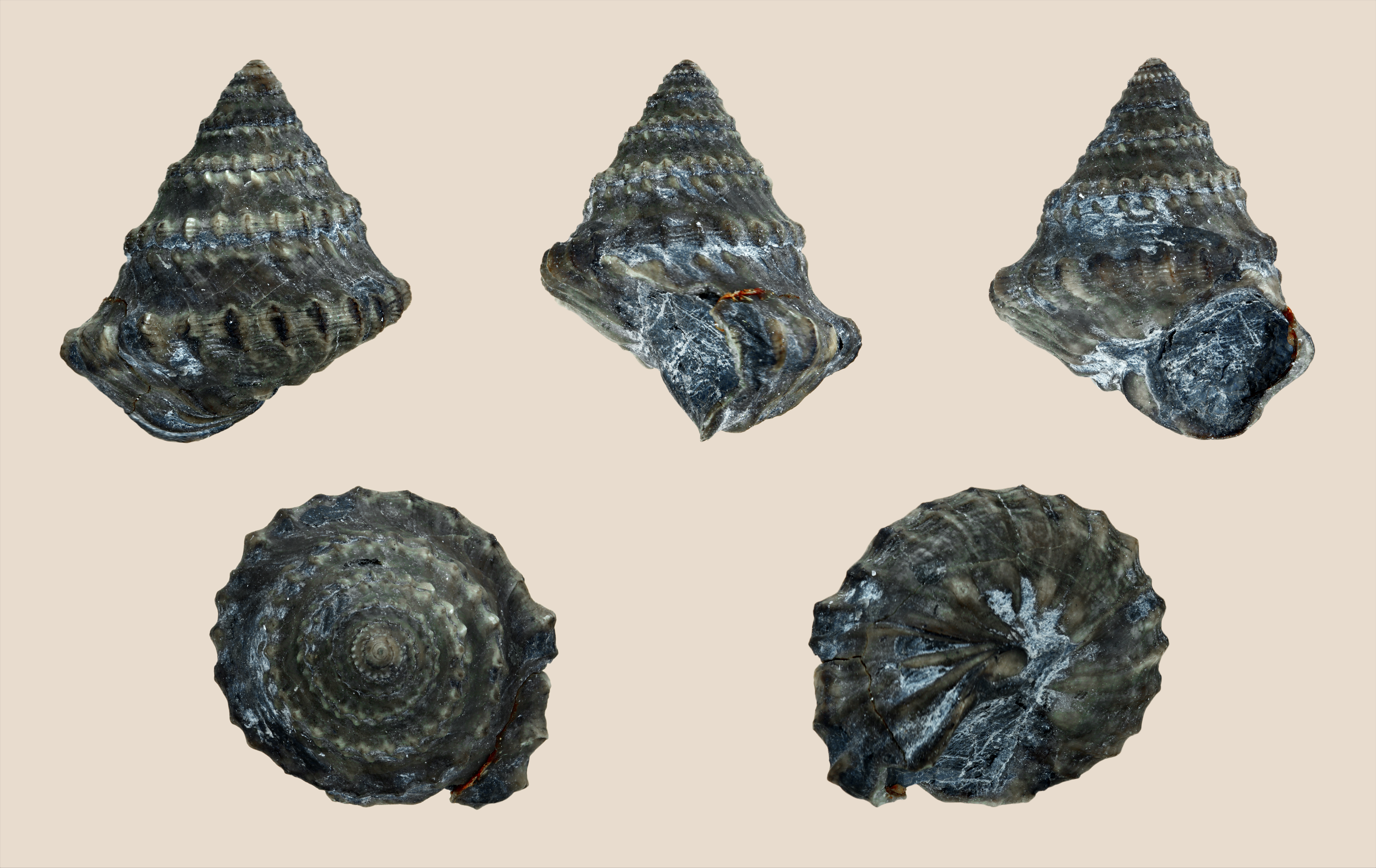
Costatrochus subduplicatus var. subduplicatus
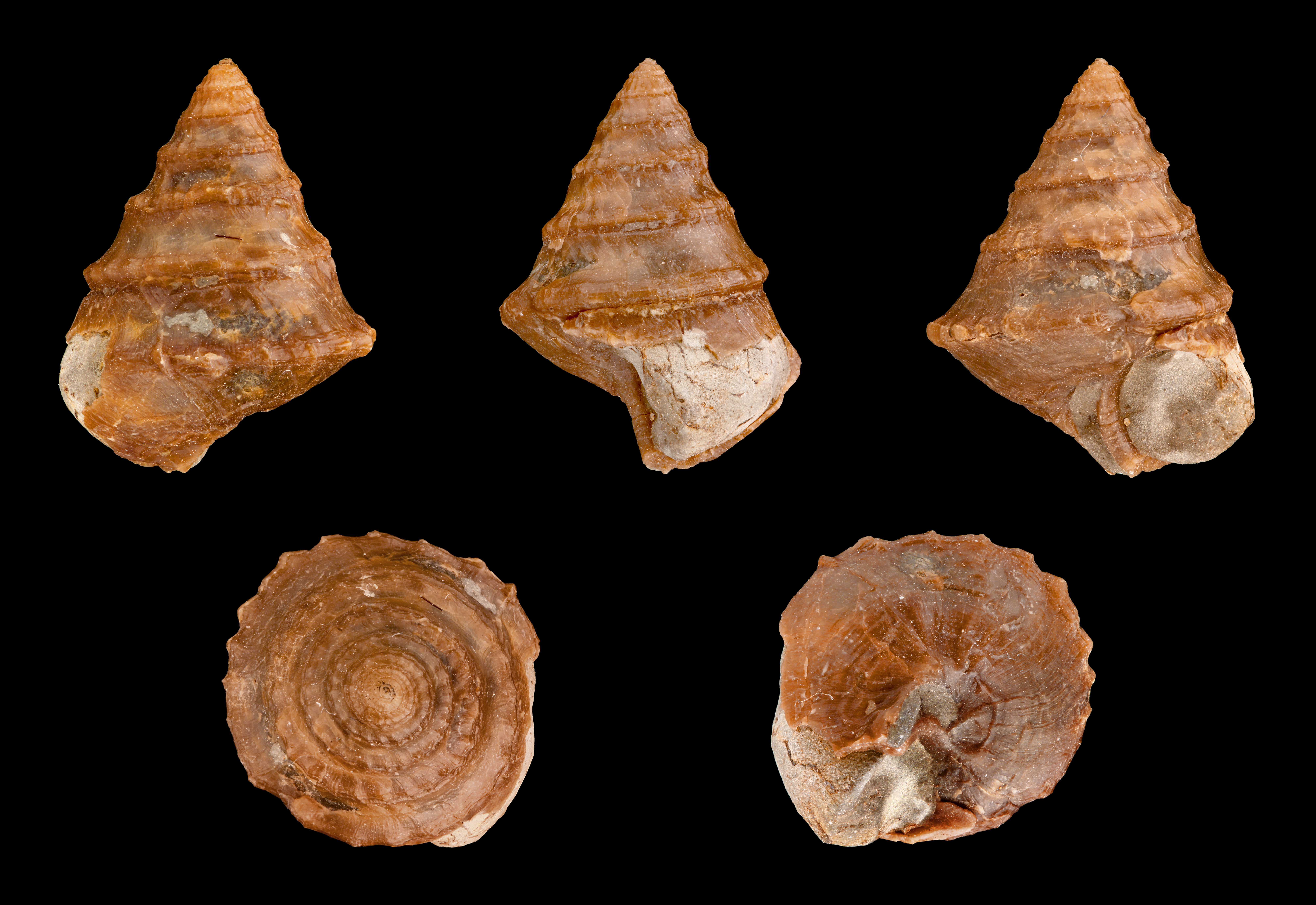
Costatrochus subduplicatus var. palinurus
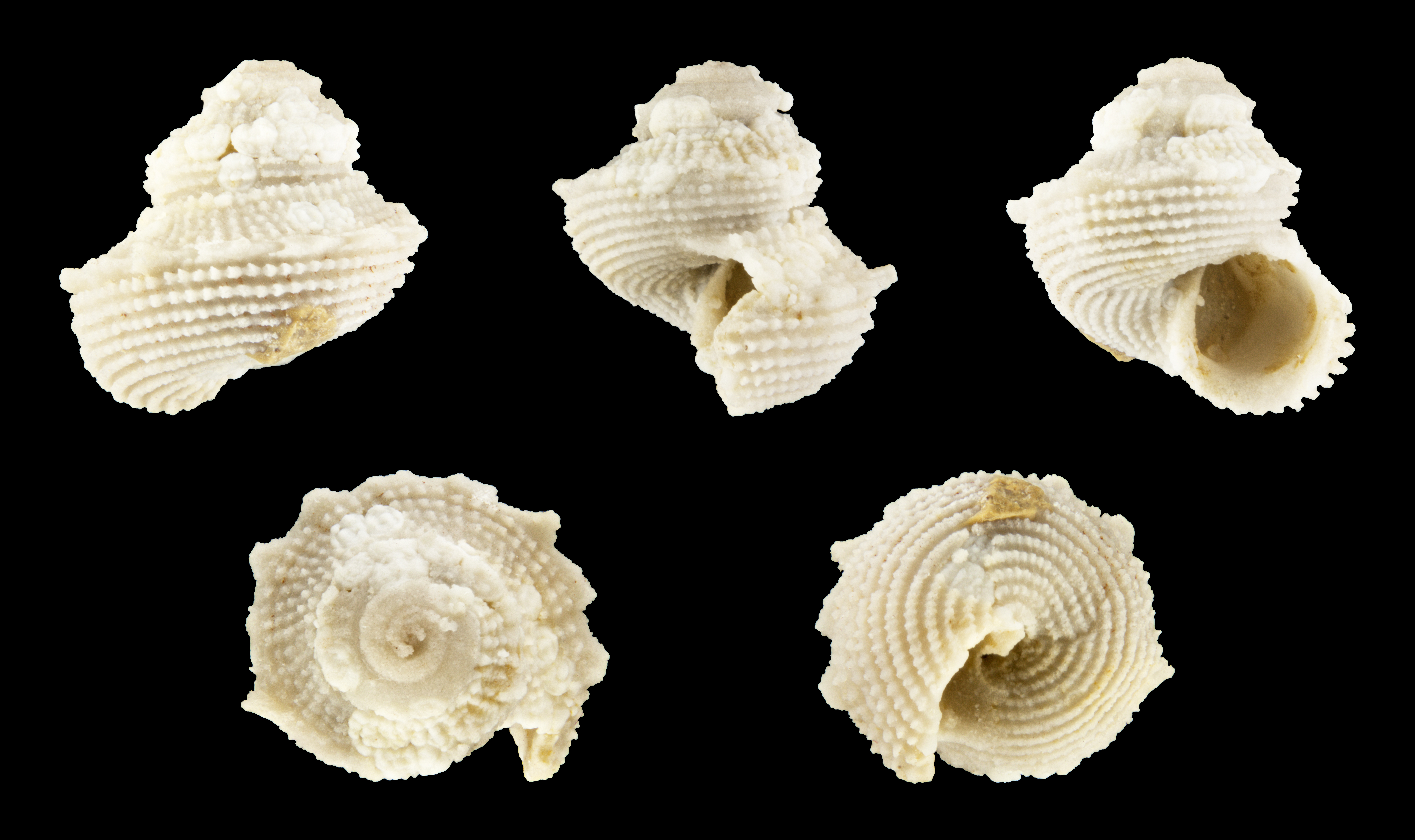
Helicacanthus tegulatus